# Den kroniska oskulden (film)
Den kroniska oskulden är en dansk film från 1985, skriven och regisserad av Edward Fleming baserad på en roman med samma namn av Klaus Rifbjerg.
Fru Junkersens hus i filmen är filmat i en villa på Lindevej 13 på Frederiksberg i Köpenhamn.